# Ad Astra (escultura)
Ad Astra é uma obra de arte pública do artista americano Richard Lippold. A escultura abstracta está localizada do lado de fora na entrada da Jefferson Drive e na colecção do National Air and Space Museum. O título da escultura é em latim, que significa "Para as estrelas".

## Descrição
Esta estátua abstracta é feita de aço inoxidável polido e dourado. Com 30 metros de altura, a peça consiste em uma "... haste estreita de três planos terminando numa ponta pontiaguda, penetrando um aglomerado de estrela triplo próximo ao seu ápice".

## Informação
Lippold acreditava que "a arte característica de nosso tempo trata da conquista do espaço", com o Ad Astra simbolizando exactamente isso. Em 2009, a escultura apareceu no filme Uma Noite no Museu: Batalha do Smithsonian.